# My Darkest Days
My Darkest Days (Мои Самые Тёмные Дни) — канадская рок-группа из Торонто, состоящая из вокалиста Мэтта Уолста, Дага Оливера, Брендана МакМиллана и Рида Генри. Были замечены Чедом Крюгером, который пригласил их к сотрудничеству с компанией 604 Records.
В июне 2010 года группа отправилась в тур с Sick Puppies, Janus en:Janus (American band), и It’s Alive, сняли клип к песне «Porn Star Dancing» в Лас-Вегасе, выпущенной 21 июня 2010 года. 4 августа 2010 года видео было шестьдесят седьмым на ITunes в списке 100 самых загруженных видео по всему миру, сингл был четвёртым в списке наиболее часто скачиваемых рок-песен в Канаде. Чед Крюгер снялся в клипе «Porn Star Dancing» вместе с американским рэпером Ludacris и вокалистом и гитаристом группы Black Label Society Закком Уайлдом.

## История
Группа была основана Мэттом Уолстом в 2005, который родился в Норвуде, Онтарио, и его старшим братом, Брэдом Уолстом, басистом группы Three Days Grace. Вместо того, чтобы играть в группе своего брата, Мэтт решил создать свою вместе с его друзьями: Бренданом МакМилланом (бас-гитара), Дагом Оливером (ударные), и Пауло Нета (соло-гитара). В 2009 году друг познакомил Уолста с Сэлом Костой, гитаристом из Торонто, который позже стал гитаристом группы, заменив Пауло Нета, ушедшего в Thornley. My Darkest Days играли на разогреве у многих известных групп, таких как Three Days Grace, Default, Theory of a Deadman, Skillet, Papa Roach, Nickelback и Hinder.
My Darkest Days выиграли конкурс Rock Search на 97.7fm в Сент-Кэтринс, Онтарио, в 2008 году с песней «Every Lie». Это дало им время в студии звукозаписи и известность, так как этот конкурс был популярен по всей долине реки Ниагара в Онтарио.
Когда Чед Крюгер прослушал песни My Darkest Days, он был настолько впечатлен, что сразу же пригласил их к сотрудничеству со своим лейблом. Первой песней, которую группа написала после того, как подписала контракт, стала «Porn Star Dancing», ставшая их первым синглом. Крюгер решил принять участие в записи песни вместе с приятелем, Закком Вайлдом, вокалистом и гитаристом Black Label Society. Крюгер и Вайлд приняли участие в съёмках клипа, проходивших в ночном клубе Hard Rock Las Vegas «Vanity». Также существует ремикс на песню при участии американского рэпера Лудакриса.
На своей официальной странице в Фейсбуке, My Darkest Days объявила о выпуске своего дебютного одноименного альбома, релиз которого состоялся 21 сентября 2010 года. В альбом включена песня «Set It on Fire», записанная при участии австралийской певицы/гитаристки Орианти, известной своей работой со Стивом Вайем, Карлосом Сантаной и Майклом Джексоном.
Сингл «The World Belongs to Me» входит в саундтрек к фильму Пила 3D. «Porn Star Dancing» стал 60-м в списке наиболее загружаемых видео в истории iTunes.
My Darkest Days была названа «Best New Band of 2010» после того, как заняла первое место в хит-параде Hot Mainstream Rock Tracks по версии журнала Billboard, также заняв первое место в чарте Active Rock list журнала FMQB.
Первый сингл My Darkest Days, «Porn Star Dancing», получил в Канаде статус золотого.
28 марта 2014 года было объявлено, что Мэтт Уолст официально стал вокалистом группы Three Days Grace.

## Состав
Текущий состав
- Брендан МакМиллан — бас-гитара (2005-наст. время)
- Даг Оливер — ударные, перкуссия (2005-наст. время)
- Рид Генри — клавишные, вокал, ритм-гитара (2009-наст. время)

Бывшие участники
- Пауло Нета — соло-гитара (2005—2009)
- Крис МакМиллан — соло-гитара (2009)
- Сэл Коста — соло-гитара, вокал (2009—2013)
- Мэтт Уолст - вокалист (2005 - 2014)

## Дискография

### Студийные альбомы
| Альбом                  | Детали                                                                                      | Позиции | Позиции | Позиции | Позиции |
| Альбом                  | Детали                                                                                      | CAN     | US      | US Alt  | US Rock |
| ----------------------- | ------------------------------------------------------------------------------------------- | ------- | ------- | ------- | ------- |
| My Darkest Days         | - Релиз: 21 сентября 2010 - Лейбл: 604 Records - Формат: Компакт-диск, цифровая дистрибуция | 11      | 38      | 9       | 12      |
| Sick and Twisted Affair | - Релиз: 26 марта 2012 - Лейбл: 604 Records - Формат: Компакт-диск, цифровая дистрибуция    |         |         |         |         |

### Синглы
| Год                                     | Сингл                                                       | Позиции | Позиции | Позиции | Позиции | Позиции | Статус                     | Альбом                  |
| Год                                     | Сингл                                                       | CAN     | US      | US Alt  | US Main | US Rock | Статус                     | Альбом                  |
| --------------------------------------- | ----------------------------------------------------------- | ------- | ------- | ------- | ------- | ------- | -------------------------- | ----------------------- |
| 2010                                    | «Porn Star Dancing» (featuring Zakk Wylde and Chad Kroeger) | 40      | 90      | 21      | 1       | 7       | - US: Gold - CAN: Platinum | My Darkest Days         |
| 2011                                    | «Move Your Body»                                            | —       | —       | —       | 23      | —       |                            | My Darkest Days         |
| 2011                                    | «Every Lie»                                                 | —       | —       | —       | 24      | —       |                            | My Darkest Days         |
| 2012                                    | «Casual Sex»                                                | —       | —       | —       | 20      | 46      |                            | Sick and Twisted Affair |
| «—» denotes releases that did not chart |                                                             |         |         |         |         |         |                            |                         |

## Награды и номинации
| Year | Presenter           | Award                 |
| ---- | ------------------- | --------------------- |
| 2011 | Juno Awards of 2011 | New Group of the Year |